# Бразильсько-венесуельські відносини

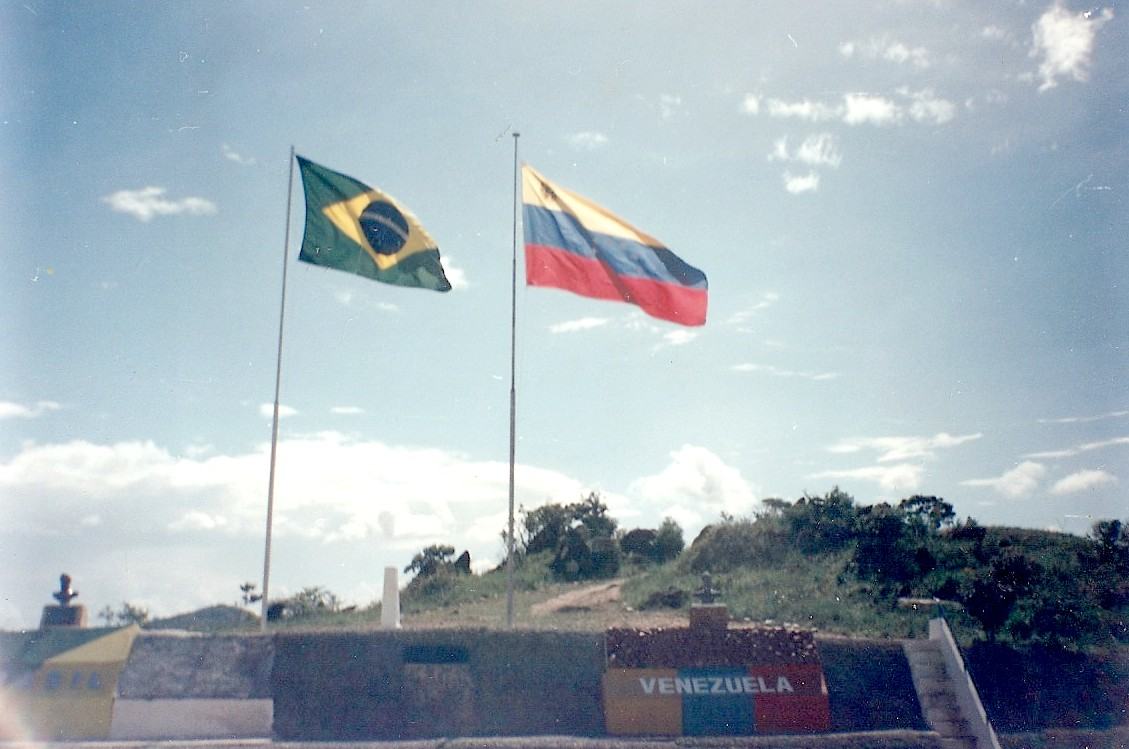
Бразильсії та венесуельський прапор на кордоні

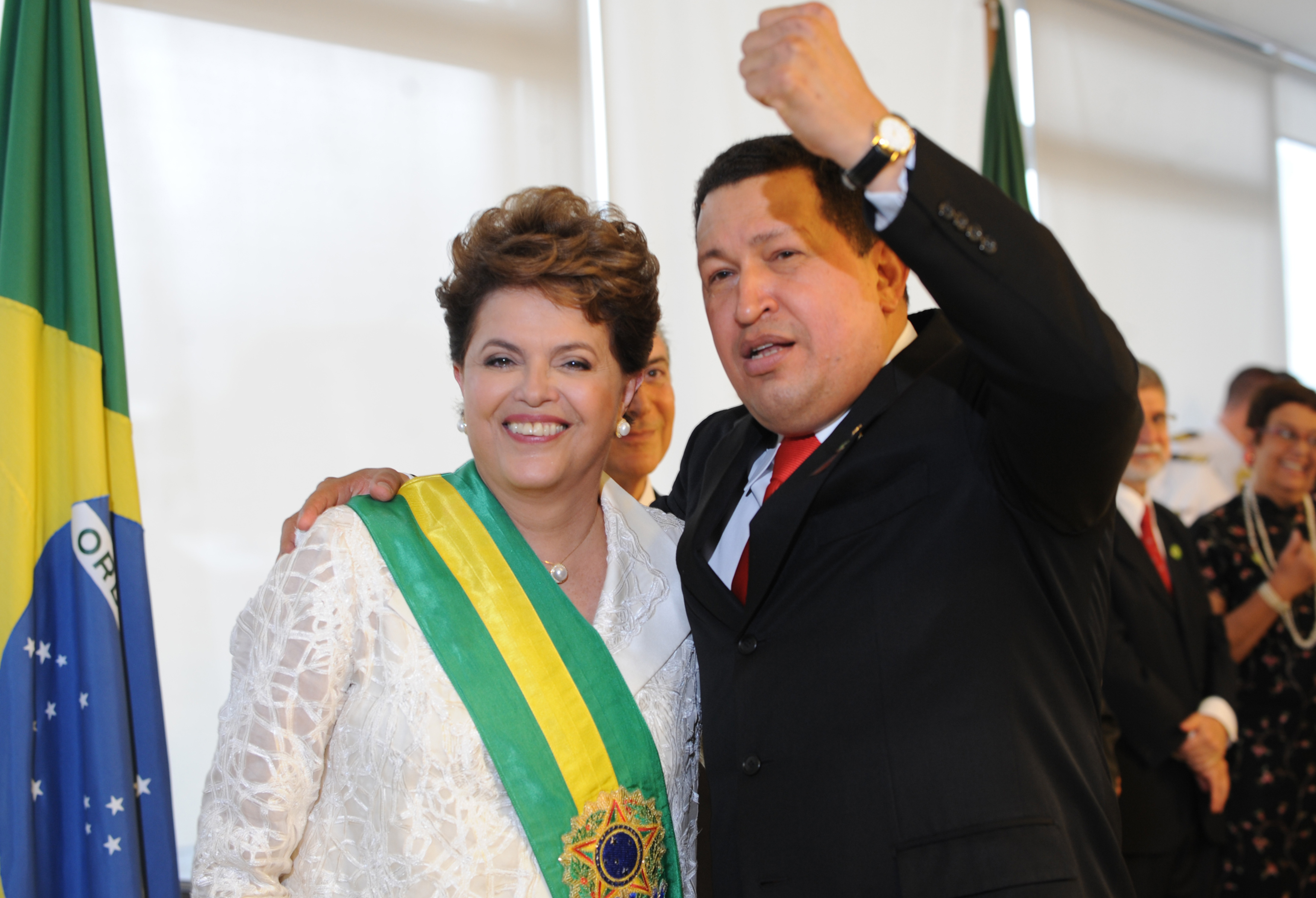
1 січня 2011

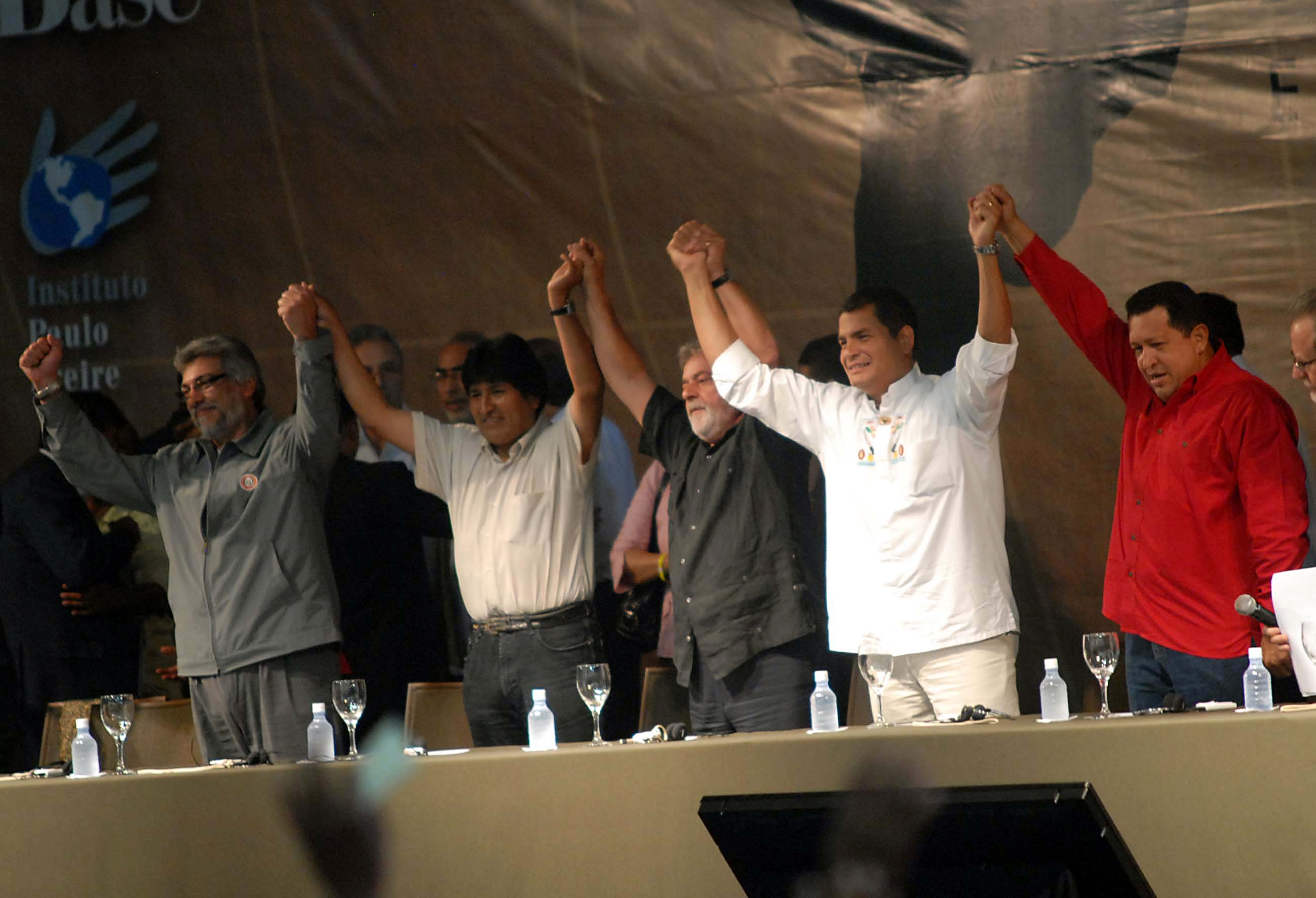
Зустріч південноамериканських президентів у Бразилії в in 2009

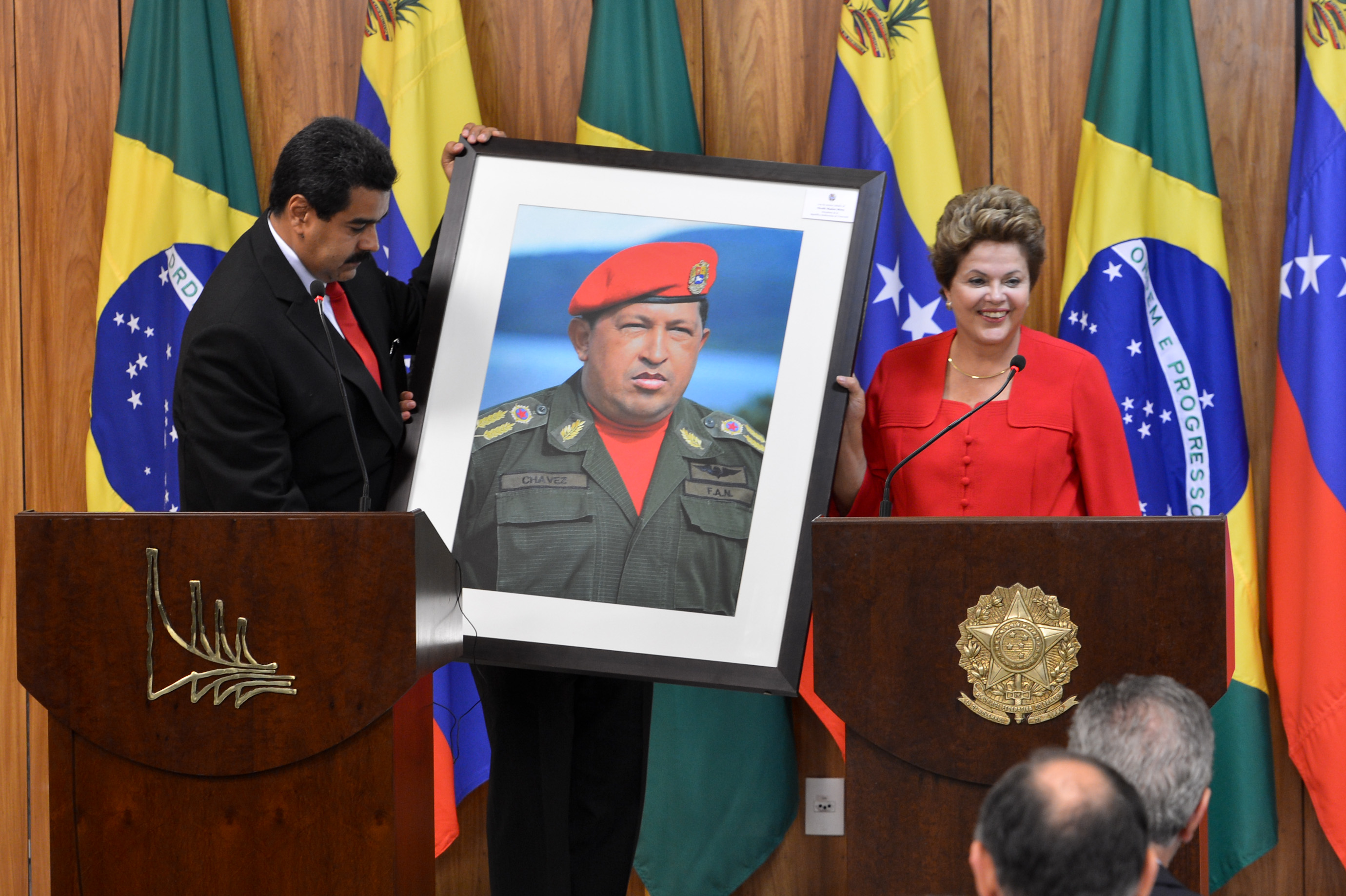
2013

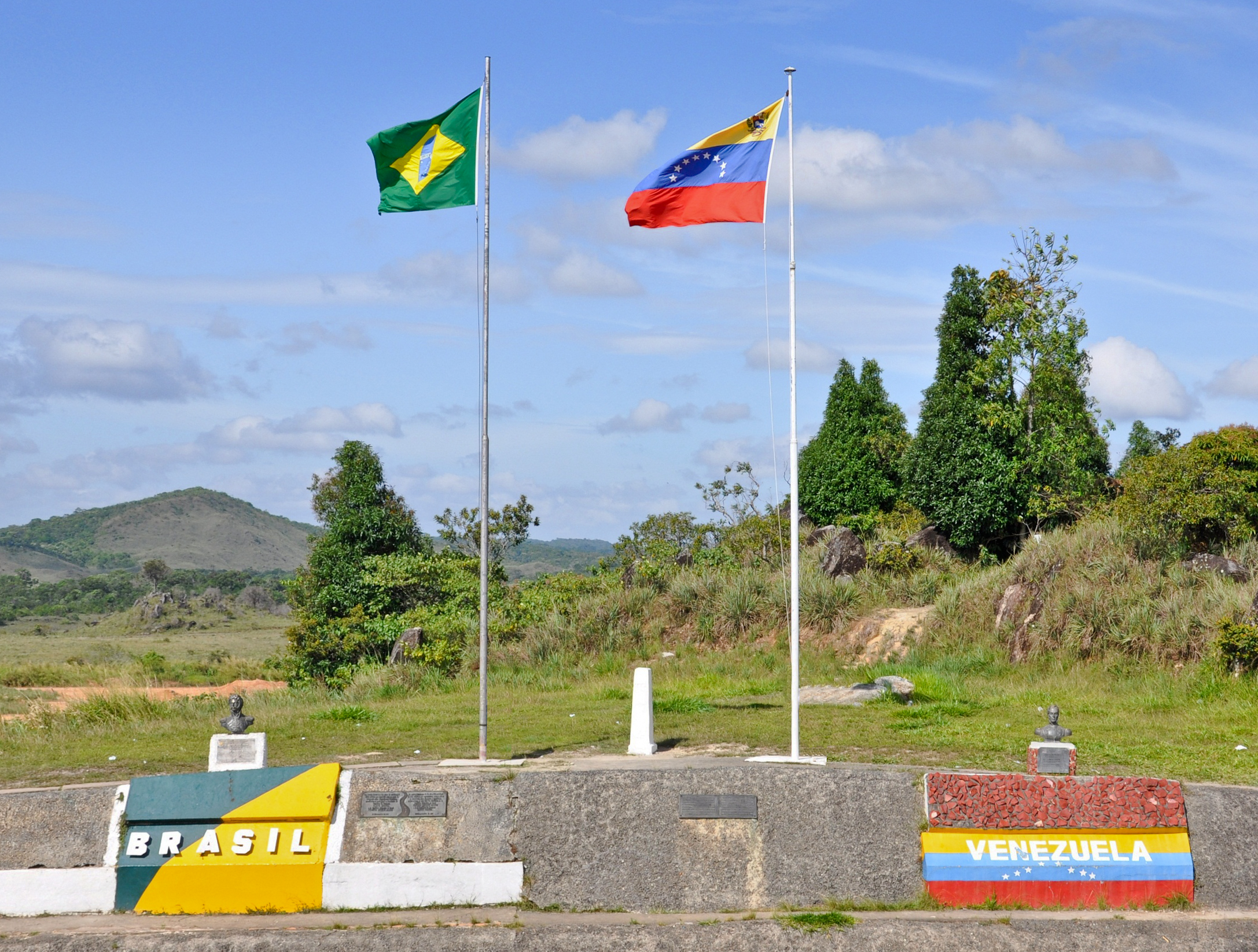

Бразильсько-венесуельські відносини – двосторонні дипломатичні відносини між Бразилією та Венесуелою. Протяжність державного кордону між країнами становить 2137 км.

## Історія
У двотисячних Бразилія встановила тісніші стосунки з Венесуелою і виділяє їх у числі пріоритетних.
У 2005 країни оголосили про початок стратегічного партнерства, у 2007 дійшли домовленості організовувати регулярні зустрічі президентів, а у 2012 Венесуела прийнята до Меркосуру. Бразильські будівельні компанії беруть участь у розвитку інфраструктури Венесуели (будівництво доріг, гідроелектростанцій, ліній метрополітену та систем зрошення).
У січні 2015 лідери обох країн домовилися перейти на новий рівень двосторонніх відносин та розширити економічне співробітництво.
У 2016 відносини між країнами різко погіршилися після імпічменту президента Бразилії Ділми Русеф, венесуельські політики назвали те, що сталося, — «державним переворотом».
24 грудня 2017 президент Венесуели Ніколас Мадуро ухвалив рішення про висилку бразильських дипломатів з країни, звинувативши Бразилію у втручанні у внутрішні справи країни. 27 грудня 2017 Бразилія оголосила венесуельських дипломатів персонами нон-грата та вислала з країни.

## Торгові відносини
У 2007 експорт Бразилії до Венесуели становив суму 3,8 млрд. доларів США, а експорт товарів з Венесуели до Бразилії здійснений на суму 269 млн. доларів США.
У 2013 експорт з Бразилії до Венесуели склав суму близько 5 млрд доларів США, що зробило цю країну другим найбільшим партнером Бразилії в Південній Америці після Аргентини.
У 2013 загальна сума бразильських інвестицій в економіку Венесуели становила близько 20 млрд. доларів США.